# Mustapha El Kamel
 (mai 2018).
Si vous disposez d'ouvrages ou d'articles de référence ou si vous connaissez des sites web de qualité traitant du thème abordé ici, merci de compléter l'article en donnant les références utiles à sa vérifiabilité et en les liant à la section « Notes et références ».
Mustapha El Kamel (arabe : مصطفى الكامل), né le 31 mai 1921 à Nabeul et décédé le 21 août 2006, est un oudiste tunisien.

## Biographie
El Kamel passe son enfance à Nabeul puis à Sousse, Hammam Lif et Tunis où il effectue ses études primaires, notamment au collège Sadiki et à la Khaldounia.
Féru de musique dès sa prime enfance, il prend son envol dès l'âge de 17 ans. Il commence par s'inscrire à La Rachidia. Très jeune, il fait ses preuves comme en témoigne le maestro Ali Derwich (venu en ce temps-là sur invitation de Mustapha Sfar qui est Cheikh El Médina de Tunis et directeur de La Rachidia). Optant pour le oud, son instrument de prédilection, il réalise au départ de bonnes performances sous la conduite de Derwich, Kaddour Srarfi, Salah El Mahdi, etc.
En 1939, il crée la troupe « El Khadhra » avec Srarfi. S'ensuit une présence notable à la radio sous la direction de Mohamed Triki ou de Brahim Salah. Cette présence n'est d'ailleurs pas sans attirer l'attention d'Ali Riahi qui l'invite à faire partie de sa troupe. Sa présence, aux côtés de Chafia Rochdi et Fethia Khaïri, est un grand succès. Il est aussi oudiste pour des soirées spéciales, enseignant de oud, chanteur-compositeur avec Mahmoud Bourguiba ou Ahmed Kheireddine comme paroliers.
El Kamel a une autre vocation : celle d'artiste de théâtre où, de 1940 à 1945, il marque sa présence à travers différentes troupes renommées à l'époque : « Ennahdha El Arabia » de Nabeul puis « El Ittihad El Masrahi », « Tounès Fatat » et celle de Chafia Rochdi à Tunis.